# Loxioda dilutalis
Loxioda dilutalis är en fjärilsart som beskrevs av Pieter Cornelius Tobias Snellen 1884. Loxioda dilutalis ingår i släktet Loxioda och familjen nattflyn. Inga underarter finns listade i Catalogue of Life.